# Legenda craterului Tengger

Vulcanii Bromo, Batok și Kursi, iar în depărtare vulcanul Semeru

Aceasta legendă se referă la marele crater Tengger, din insula Java, Indonezia, care face parte din Parcul Național Bromo-Tengger-Semeru. Aici se află una dintre cele mai frumoase atracții turistice din Java, și anume vulcanii Bromo, Batok și Kursi, în mijlocul unei mări de nisip vulcanic.
Cu mult timp înainte, un căpcăun s-a îndrăgostit de fiica împăratului. Furios, împăratul i-a ordonat căpcăunului să sape o groapă mare cu ajutorul unei jumătăți de nucă de cocos, într-o singură noapte. A doua zi când împăratul a văzut ca și-a îndeplinit misiunea, a ordonat ostașilor să arunce cu orez în el, iar ciorile au început să se adune. Căpcăunul s-a luptat, dar a murit epuizat. În locul unde a aruncat jumătatea de nucă de cocos, a crescut vulcanul Batok, iar groapa săpată a devenit Marea de nisip.